# Губарева, Екатерина Юрьевна
Екатери́на Ю́рьевна Гу́барева (укр. Катерина Юріївна Губарєва; род. 5 июля 1983, Каховка, Херсонская область, Украинская ССР, СССР) — российский общественный и политический деятель. Первый министр иностранных дел самопровозглашённой ДНР (с 16 мая по 15 августа 2014 года), заместитель министра иностранных дел ДНР (с 5 августа 2014 по 2014 год); депутат Народного Совета ДНР (с 3 ноября 2014 по 11 ноября 2018 года). Заместитель руководителя российской оккупационной Военно-гражданской администрации Херсонской области (с 17 июня 2022 по 17 декабря 2022 года). Супруга Павла Губарева.
По состоянию на 2023 год находится под международными санкциями Евросоюза, США, Великобритании и ряда других стран.

## Политическая деятельность
Британская газета «The Daily Telegraph» называла Губареву организатором контрабандных доставок гуманитарных грузов (продуктов питания, медикаментов, детских вещей) из России в ДНР «в помощь осажденному населению и сепаратистам». При этом Губарева утверждала, что речь не идёт о перевозке оружия и бойцов.
15 ноября 2022 года была задержана МВД России в рамках уголовного дела. По состоянию на декабрь 2022 года в СМИ появились сведения о том, что она находится под домашним арестом, при этом от должности не отстранена. Сама Губарева в интервью журналистам сообщила: «Не нахожусь я под домашним арестом! <…> Тем более никакие хищения мне никто не предъявлял».

## Санкции
25 июля 2014 года Губарева включена в список лиц, которые попали под санкции Евросоюза за «подрыв территориальной целостности, суверенитета и независимости Украины». Кроме того, как указывает Евросоюз, «ее банковский счёт используется для финансирования незаконных сепаратистских группировок». Ей запрещён въезд в ЕС, и её счета в европейских банках, если они существуют, будут заморожены.
11 марта 2015 года была включена в список специально обозначенных граждан и заблокированных лиц США.
6 августа 2014 года попала под санкции Канады, 9 декабря 2014 года под санкции Японии.
После вторжения России на Украину, внесена в санкционные списки Новой Зеландии, кроме того в середине декабря 2022 года США ужесточил санкции.
Также находится под санкциями Великобритании, Австралии, Украины и Швейцарии.

## Семья
- Муж — Павел Юрьевич Губарев, в браке с которым с 30 июня 2007 года.

Дети:
- сын — Святослав Павлович Губарев (род. 25 января 2008);
- сын — Радомир Павлович Губарев (род. 4 октября 2010);
- дочь — Милана Павловна Губарева (род. 31 октября 2013).